# NC-17指定の映画一覧
NC-17指定の映画一覧（NC17していのえいがいちらん）は、NC-17指定（18歳未満・17歳以下鑑賞禁止）を受けた映画の一覧。該当シーンをカット、もしくは修正して指定を回避した映画も併記する。当然ながら、これはアメリカ合衆国の映画審査機関であるMPAの基準による区分であり、日本を始めとする諸外国では適用されない。右記は補足情報。
なお、「17」とある為誤解されることがあるが、「17禁」ではなく「18禁」になる。

## 概要
NC-17は「No one child 17 and under admitted.」の略。1990年まで「X指定（X-rated）」という名称だった区分で、日本の映画倫理機構（映倫）でいうR18+指定（成人映画）に相当する。R指定（17歳未満は成人保護者の同伴必須）よりも制限が厳しい区分で、17歳以下の劇場鑑賞やDVDビデオの購入・レンタルは全面的に禁止される。
審査基準は映倫よりもはるかに厳しく、日本ではG（全年齢対象）や、PG12指定、R15+指定、だった映画（アニメ映画も含む）が指定されるケースも多々ある。一方、米国ではNC-17指定で公開された作品が、日本では映倫の審査適応区分外に該当した作品が僅かに存在している(例:八仙飯店之人肉饅頭、セルビアン・フィルム)。
劇場公開にあたっては、この指定を受けると上映劇場と客層が限定されてしまい、必然的に興行収入が激減する。そのためプロデューサーや配給会社の判断で該当シーンをカット、もしくは修正して1ランク下のR指定に落とし公開するのが通例である。

## 一覧
注意事項
- 日本に正式に輸入されていない映画は記載不可（ビデオスルー（劇場未公開）作品は可）。
- 米国に正式に輸入されていない邦画は記載不可（ビデオスルー（劇場未公開）作品は可）。
- アダルトビデオは記載不可（ポルノ映画は可）。
- 右記の"【】"は日本（映倫、もしくはビデ倫、ビデオメーカー）のレイティングを表す。
- 公開済みでも一覧に含まれていない作品があります。上記の事項を守って作品を追加してください。

### あ行
- 愛人/ラマン（13分カット、日本版はノーカット）
- アイズ ワイド シャット【R18+】（該当箇所を隠すように人間を合成してR指定で公開、日本版はノーカット）
- 愛のコリーダ【R18+】（アメリカ版101分）
- 悪魔のいけにえ2（カットされたシーンは完全版DVDの映像特典で鑑賞可能）
- 悪魔のいけにえ3 レザーフェイス逆襲（4分カット、日本版はノーカット）
- 悪魔のえじき【R18+】（別題：発情アニマル（劇場）、女の日（TV））（7分カット、日本版はノーカット）
- 悪魔のサンタクロース　惨殺の斧（6分カット、日本版も同様）
- 悪魔の毒々モンスター【R18+】（日本版はノーカット、ちなみにディレクターズカット版は110分）
- 悪魔の墓場（8分カット、日本版はノーカット）
- 悪魔のはらわた（カットしてR指定で公開、日本版はノーカット）
- アグリ（カットしてR指定で公開、日本版も同様）
- アデル、ブルーは熱い色【R18+】
- アナザー・デイ・イン・パラダイス【R15+】（カットしてR指定で公開、日本版も同様）
- アフリカ残酷物語・食人大統領アミン（別題：食人大統領アミン）（10分カット、日本版はノーカット）
- アマンダ・ピートの ピンクな気持ち ワタシは、Hなオンナのコ（カットしてR指定で公開、日本版も同様）
- アメリカン・サイコ【R15+】（カットしてR指定で公開、日本版はノーカット）
- アメリカン・パイ【R15+】（カットしてR指定で公開、日本版も同様）
- アラビアンナイト（1974）
- アラブ女地獄/悪魔のハーレム（別題：アラブ女収容所/悪魔のハーレム（ビデオ・DVD））（8分カット、日本版はノーカット）
- ありふれた事件（3分カット、日本版はノーカット）
- アルテミシア【R15+】（再審査の後、ノーカットでR指定を獲得。日本版もノーカット）
- イルザ ナチ女収容所 悪魔の生体実験（別題：ナチ女収容所/悪魔の生体実験（ビデオ・DVD））（カットしてR指定で公開、日本版はノーカット）
- インサイド・ディープ・スロート【R18+】（カットしてR指定で公開、日本版も同様）
- インフィニティ・プール【R18+】（再編集してR指定で公開[2]）
- エイリアンドローム（10分カット、日本版も同様）
- エクソシスト ビギニング【PG12】（再審査後、ノーカットでR指定を獲得。日本版もノーカット）
- 江戸川乱歩全集 恐怖奇形人間【劇場公開時はR18+、映像ソフトはPG12】
- オーガズモ【R15+】（1分カット、日本版はノーカット）
- オーディション(2000)【R15+】（2分カット、日本はノーカット）
- オールナイトロング【R15+】
- オールナイトロング2【R15+】【R18+】(映倫では区分適用外の扱いとなり、メーカー側の独自指定となった)
- オールナイトロング3 最終章【R15+】【R18+】(同上)
- オペラ座/血の喝采（ノーカット107分、アメリカ88分、日本95分）
- 女の日（別題：悪魔のえじき（ビデオ・DVD）、発情アニマル（劇場））（7分カット、日本版はノーカット）

### か行
- カウボーイビバップ　天国の扉
- カニバル/世界最後の人喰い族（10分カット、日本版はノーカット）
- カリギュラ【R18+】（54分カット、日本版はノーカット）
- カリフォルニア/狂気の銃弾（1分カット、日本版はノーカット）
- カンタベリー物語（3分カット、日本版はノーカット）
- ガンモ【PG12】（カットしてR指定で公開、日本版も同様）
- キカ
- 吸血魔の街（別題：ナイトメア・シティ（ビデオ・DVD）、ゾンビドローム（劇場））（4分カット、日本版はノーカット）
- キリング・ゾーイ（カットしてR指定で公開、日本版も同様）
- キル・ビル Vol.1【R15+】（残虐シーンのカットの他、モノクロ処理などの大幅な削除・修正がされた。日本版はノーカット）
- キル・ビル Vol.2（スペシャルエディションDVDのみNC-17指定）
- キング・オブ・ニューヨーク（カットしてR指定で公開、日本版も同様）
- キング オブ ポルノ（1分カット、日本版はノーカット）
- クラークス（カットしてR指定で公開、日本版も同様）
- クラッシュ(1996)【R18+】（10分カット、日本版はノーカット）
- グレートハンティング/地上最後の残酷
- コックと泥棒、その妻と愛人（26分カット、日本版はノーカット）
- 氷の微笑【R18+】（1分カット、日本版はノーカット）
- 氷の微笑2【R18+】（カットしてR指定で公開、日本版も同様だったがDVDではノーカット）
- 殺し屋1【R18+】（11分カット、日本はノーカット）

### さ行
- 最後の晩餐（1973）
- サウスパーク/無修正映画版【R15+】（カットしてR指定で公開、日本版も同様）
- サスペリアPART2（28分カット、日本版はノーカット）
- サランドラ（アメリカ版DVDのみノーカット、日本はカット版）
- ザ・リッパー（1982）（8分カット、日本版はノーカット）
- サンタ・サングレ/聖なる血（2分カット、日本版はノーカット）
- ザンダリーという女（カットしてR指定で公開、日本版も同様）
- サンドラ・ブロック in アマゾン（ノーカット102分、アメリカ78分、日本80分）
- ジア 裸のスーパーモデル（別題：ジーア/悲劇のスーパーモデル（劇場））（6分カット、日本版はノーカット）
- SHAME -シェイム-[3]【R18+】
- 地獄の女スーパーコップ（カットしてR指定で公開、日本版も同様）
- 地獄の謝肉祭（7分カット、日本版はノーカット）
- シベリア女収容所/悪魔のリンチ集団（7分カット、日本版はノーカット）
- 邪淫の館・獣人
- シャドー（1982）（10分カット、日本版はノーカット）
- ジャングル・プリズン/悪魔の生贄
- ショーガール【R18+】（R指定版3分カット、日本版ノーカット）
- ジョルジュ・バタイユ ママン【R18+】（カットしてR指定で公開、日本版はノーカット）
- 食人族（5分カット、日本版はノーカット）
- 食人大統領アミン（別題：アフリカ残酷物語・食人大統領アミン（劇場））（10分カット、日本版はノーカット）
- 食人伝説（別題：ホウリー・マウンテンの秘宝/密林美女の謝肉祭（ビデオ））（13分カット、日本版はノーカット）
- 処刑軍団ザップ（大幅な編集の後にR指定を獲得）
- 処刑人【PG12】（カットしてR指定で公開、日本版も同様）
- 死霊のはらわた【リバイバル上映時はR15+】
- スウィート・コア/若き完熟の果実
- スカーフェイス（再審査の後、ノーカットでR指定を獲得。日本版もノーカット。）
- スタンダール・シンドローム（5分カット、日本版はノーカット）
- ストーン・コールド（英語版）（カットしてR指定で公開、日本版も同様）
- スネーク・アイズ（1993）（別題：BODY/ボディ2 スネーク・アイズ（ビデオ））（カットしてR指定で公開、日本版はノーカット）
- スパ淫ダーマン【R18+】（8分カット、日本版はノーカット）
- スリープレス【PG12】（カットしてR指定で公開、日本版も同様）
- ゼイ・コール・ハー・ワン・アイ〜血まみれの天使〜【R18＋】（24分カット、日本版はノーカット）
- 聖少女アンジェラ・官能のロンド（カットしてR指定で公開）
- セルビアン・フィルム【20歳未満の方はご覧いただけません(公式サイトにて)[4]】
- 鮮血の美学（3分カット、日本版はノーカット）
- ソウ【R15+】（カットしてR指定で公開、日本版も同様だったがビデオ・DVDではノーカット）
- ソウ3【R15+】（カットしてR指定で公開、日本版も同様だったがビデオ・DVDではノーカット）
- ソウ4【R15+】（カットしてR指定で公開、日本版も同様）
- 続エマニエル夫人
- ゾンビ（119分、127分、139分など各国で様々なバージョンがリリースされている）
- ゾンビドローム（1980）（別題：ナイトメア・シティ（ビデオ・DVD）、吸血魔の街（LD））（4分カット、日本版はノーカット）
- ゾンビ4（別題：人喰地獄・ゾンビ復活（ビデオ））（9分カット、日本版はノーカット）

### た行
- ダイヤモンド・スカル（別題：ダイヤモンド・スカル/華麗なる殺意（ビデオ））（日本はカット版）
- ダーク・ストリート/仮面の下の憎しみ（カットしてR指定で公開、日本版も同様）
- ダーティ・シェイム（2004）（5分カット、日本版上映時間未定）
- ダメージ（カットしてR指定で公開、日本版も同様）
- 血の祝祭日（7分カット、日本版はノーカット）
- 血のバレンタイン（アメリカ、日本ともに劇場版のみノーカット。ビデオ・DVDはカット版）
- チーム★アメリカ/ワールドポリス【R18+】（カットしてR指定で公開、日本版も同様だったがDVDでは鑑賞可能）
- チョコレート【R18+】（1分カット、日本版はノーカット）
- 月の瞳【R15+】（カットしてR指定で公開、日本版も同様）
- テイキング・ライブス【劇場版：PG12/ビデオ・DVD：R15+】（カットしてR指定で公開、日本版も同様だったがビデオ・DVDではノーカット）
- テキサス・チェーンソー ビギニング【R15+】（5分カット、日本版も同様だったがDVDではノーカット）
- 鉄コン筋クリート[1]
- デビルズ・リジェクト マーダー・ライド・ショー2【R15+】（別題：マーダー・ライド・ショー2 デビルズ・リジェクト（DVD））（カットしてR指定で公開、日本版も同様）
- デモンズ2（3分カット、日本版はノーカット）
- 天国の口、終りの楽園。【R15+】（カットしてR指定で公開、日本版も同様）
- 徳川女刑罰絵巻 牛裂きの刑【R18+】
- 時計じかけのオレンジ【R18+】（該当箇所を差し替えてR指定で公開、後にDVDでR指定付きのノーカット版がリリース。日本では性器に黒いマスクが施された）
- トータル・リコール【R15+】（カットしてR指定で公開、日本版も同様）
- トパーズ（1992）
- トラウマ/鮮血の叫び（カットしてR指定で公開、日本版も同様）
- ドリーマーズ【劇場版：R15+/ビデオ・DVD：R18+】（2分カット、日本版も同様だったがビデオ・DVDではノーカット）
- ドーン・オブ・ザ・デッド【R15+】（9分カット、日本版も同様だったがビデオ・DVDではノーカット）

### な行
- ナイトメア（カットしてR指定で公開、日本版も同様）
- ナイトメア・シティ（別題：吸血魔の街（LD）、ゾンビドローム（劇場））（4分カット、日本版はノーカット）
- ナチ女収容所/悪魔の生体実験（別題：イルザ ナチ女収容所 悪魔の生体実験（DVD））（カットしてR指定で公開、日本版はノーカット）
- ナマデラックス/見開きの女たち
- ナンバー23【R15+】（3分カット、日本版はノーカット）
- ノット・レイテッド アメリカ映倫のウソを暴け!【R18+】（この映画の監督を務めたカービー・ディックはレーティングを拒否しレーティングなしで公開。その結果、この映画はアメリカにある多くの映画館で上映されなかった[5]）
- 女体拷問人 グレタ（5分カット、日本版はノーカット）

### は行
- バイオ・スキャナーズ（Film Advisory Boardによるレイティング）
- ハイテンション【R15+】（2分カット、日本版も同様だったがDVDではノーカット）
- ハーケンクロイツ/ネオナチの刻印（カットしてR指定で公開、日本版も同様）
- バック・イン・アクション
- バージン・プリズン/第69処女拷問収容所
- 発情アニマル（別題：悪魔のえじき（ビデオ・DVD）、女の日（TV））)）（7分カット、日本版はノーカット）
- バッド・エデュケーション【R15+】（同性愛者の場面や、神父による激しい性的虐待が含まれているため[6]。カットしてR指定で公開、日本版も同様）
- ハード・テクニック（カットしてR指定で公開、日本版も同様）
- バッド・ルーテナント/刑事とドラッグとキリスト（カットしてR指定で公開、日本版も同様）
- バトル・ロワイヤル【R15+】
- バトル・ロワイアルII 鎮魂歌【R15+】
- パニッシャー(1989)（カットしてR指定で公開、日本版も同様）
- ハピネス
- パーフェクトブルー【R15+】（カットしてR指定で公開、日本はノーカット）
- パプリカ[1]
- バンク・ラバー（カットしてR指定で公開、日本版も同様）
- ハンニバル・ライジング【R15+】（13分カット、日本版も9分カットされていたが完全版DVDではノーカット）
- 必殺処刑コップ（カットしてR指定で公開、日本版も同様）
- 人喰地獄・ゾンビ復活（別題：ゾンビ4（DVD））（9分カット、日本版はノーカット）
- 秘密のかけら【R18+】
- ヒルサイド・ストラングラー 丘の上の絞殺魔（1分カット、日本版はノーカット）
- ビヨンド（7分カット、日本版はノーカット）
- ヒルズ・ハブ・アイズ【R18+】（サランドラのリメイク）（1分カット、日本版はノーカット）
- ピンク・フラミンゴ【R18+】
- ファンタズム III（カットしてR指定で公開、日本版も同様）
- フィメール・トラブル（6分カット、日本版はノーカット）
- フェノミナ（28分カット、日本版はノーカット）
- プライベート・ライアン（当初NC-17の予定だったが、スピルバーグ監督が「17歳以下の子供も戦争に行ったんだ」とMPAAを説得した結果、ノーカットでR指定を獲得。日本版もノーカット(全年齢)）
- ブラック AND ホワイト（カットしてR指定で公開、日本版も同様）
- フリッツ・ザ・キャット
- ブルーバレンタイン【R15+】（当初は過激な性描写を理由にNC-17指定されたが、制作会社はこれを不服としてRへの引き下げを求め、本編を修正することなくR指定を獲得[7]）
- ブレイド3（10分カット、日本版も同様だったがアンレイテッド版のDVDではノーカット）
- ブレインデッド（本作の上映時間は104分だが、アメリカではR指定版が19分カット、そして（便宜上の）ノーカット版DVDでさえも97分とまだ7分もカットされている。日本はノーカット完全版）
- フレッシュ・ゴードン Space Wars（カットしてR指定で公開、日本版も同様）
- フレッシュ・ゴードン2（カットしてR指定で公開、日本版も同様）
- フレッシュ・フォー・ザ・ビースト（4分カット、日本版はノーカット）
- プレデター2（カットしてR指定で公開、日本版も同様）
- ブロークバック・マウンテン【PG12】（カットしてR指定で公開、日本版も同様）
- ブロンド[8]
- ヘル・オブ・ザ・リビングデッド（カットしてR指定で公開、日本版も同様）
- ヘルレイザー2（2分カット、日本版はノーカット）
- ベント/堕ちた饗宴【R18+】（カットしてR指定で公開、日本版はノーカット）
- ヘンリー/ある連続殺人鬼の記録【R15+】
- ヘンリー&ジューン/私が愛した男と女（別題：私が愛した男と女/ヘンリー&ジューン（ビデオ））
- ヘンリー・ミラーの北回帰線（カットしてR指定で公開）
- ボーイズ・ドント・クライ【PG12】（カットしてR指定で公開、日本版も同様）
- ボーイ・ワンダーの孤独（18分カット、日本版も同様）
- ポイズン(1991)（カットしてR指定で公開、日本版も同様）
- ボクシング・ヘレナ（カットしてR指定で公開、日本版も同様）
- 墓地裏の家（7分カット、日本版はノーカット）
- ボディandハーツ（カットしてR指定で公開、日本版も同様）
- ホウリー・マウンテンの秘宝/密林美女の謝肉祭（別題：食人伝説（新ビデオ・DVD））（13分カット、日本版はノーカット）
- ポワゾン【R18+】（2分カット、日本版も同様）
- ボンデージ（5分カット、日本版はノーカット）

### ま行
- マタドール（闘牛士）・炎のレクイエム【R18+】
- マーダー・ライド・ショー【R15+】（カットしてR指定で公開、日本版も同様）
- マーダー・ライド・ショー2 デビルズ・リジェクト【R15+】（別題：デビルズ・リジェクト〜マーダー・ライド・ショー2〜（劇場））（カットしてR指定で公開、日本版も同様）
- マニアックコップ3/復讐の炎（カットしてR指定で公開、日本版も同様）
- 真夜中のカーボーイ【PG12】（後に再審査でR指定をノーカットで獲得、日本版もノーカット）
- マンハッタン恋愛事情（カットしてR指定で公開、日本版も同様）
- ミッドサマー【R15+】【R18+（ディレクターズ・カット版）】（カットしてR指定で公開、日本版も同様だったがディレクターズ・カット版ではノーカット）
- ミッドナイトウーマン/官能に抱かれて

### や行
- ユニバーサル・ソルジャー 殺戮の黙示録【R18+】（カットしてR指定で公開）
- 妖女レオノーラ/背徳のエクスタシー
- 欲望の法則

### ら行
- ラスト、コーション【R18+】（日本では映倫の審査によって6カ所をカットされている。中国では7分間のカット、台湾と韓国ではノーカットとなっている）
- ラストタンゴ・イン・パリ（2分カット、日本版ノーカット）
- ランド・オブ・ザ・デッド【PG12】（4分カット、日本版も同様だったがビデオ・DVDではノーカット）
- 猟奇!喰人鬼の島（3分カット、日本版ノーカット）
- 猟人日記【R18+】（カットしてR指定で公開、日本版ノーカット）
- ルシアとSEX【R18+】（日本はGyaOでのレイティング）（カットしてR指定で公開）
- ルールズ・オブ・アトラクション（カットしてR指定で公開、日本版も同様）
- レクイエム・フォー・ドリーム【R15+】（カットしてR指定で公開、日本版も同様。ちなみに日本も当初R18+の予定だったが、配給会社の「こういう映画こそ子供に見せるべき」との要望に応じ、R15+での公開となった）
- レザー・ブレイド（カットしてR指定で公開、日本版も同様）
- レストストップ デッドアヘッド【R15+】（5分カット、日本版ノーカット）
- レディ・ドール3/ビザール（日本版ノーカット）
- 連鎖犯罪/逃げられない女（8分カット、日本版も同様）
- ローズマリー・キラー（別題：ローズマリー（劇場））（カットしてR指定で公開）
- ロバート・デ・ニーロのブルーマンハッタン/BLUE MANHATAN2・黄昏のニューヨーク（後に再審査でR指定をノーカットで獲得、日本版もノーカット）
- ロボコップ【R15+】（カットしてR指定で公開、日本版も同様、後にディレクターズ・カット版で復元）
- ロミオ(秘)ジュリエット

### わ行
- ワイルド・パーティー
- ワイルドバンチ（後にR指定にノーカットで変更）
- 私が愛した男と女/ヘンリー&ジューン（別題：ヘンリー&ジューン/私が愛した男と女（劇場・DVD））
- ワックス・ワーク（2分カット、日本版はノーカット）

### アルファベット
- BODY/ボディ（カットしてR指定で公開。日本はノーカット）
- BODY/ボディ2 スネーク・アイズ（別題：スネーク・アイズ（劇場・DVD））（カットしてR指定で公開、日本版はノーカット）
- BULLY ブリー【R18+】（4分カット、日本版もいくつかのシーンがカットされている）
- DEAD OR ALIVE 犯罪者【R15+】（カットしてR指定で公開。日本はノーカット）
- Go!Go!チアーズ（カットしてR指定で公開）
- KIDS/キッズ【R15+】（カットしてR指定で公開、日本版はノーカット）
- O嬢の物語（8分カット。日本ノーカット）
- RIKI-OH/力王（日本版はノーカット、アメリカではDVDのみノーカット）

### 数字
- 0:34 レイジ34フン【R15+】（4分カット、日本版はノーカット）
- 13日の金曜日シリーズ（1作目に限らずシリーズのほとんどにカットされているシーンがある。日本版も同様。）
- 1900年（70分カット、日本版はノーカット）
- 2（ツー）ギャザー（カットしてR指定で公開。日本はノーカット）
- 40歳の童貞男【R15+】（17分カット、日本公開版も同様だったがDVDではノーカット）